# Pandarus smithi
Pandarus smithi är en kräftdjursart som beskrevs av Rathbun 1886. Pandarus smithi ingår i släktet Pandarus och familjen Pandaridae. Inga underarter finns listade i Catalogue of Life.